# Mwanhuzi
Mwanhuzi è una circoscrizione mista (mixed ward) della Tanzania situata nel distretto di Meatu, regione del Simiyu. Conta una popolazione di 20 175 abitanti (censimento 2012).